# Broadminded
Broadminded és una pel·lícula de comèdia estatunidenca de 1931 dirigida per Mervyn LeRoy i protagonitzada per Joe E. Brown, Ona Munson i William Collier Jr.

## Argument
Jack, un playboy de la ciutat de Nova York marxa a Califòrnia per recuperar-se després d'una sèrie d'escàndols. El seu pare el fa acompanyar del seu cosí més "responsable", l'Ossie, però no s'adona que aquest és encara més fester que el seu fill, i els dos es barregen amb dues noies boniques mentre marxen cap a l'oest. En Jack decideix casar-se amb la seva noia, però quan el seu expromès apareix i amenaça de revelar-li el seu passat, Ossie idea un pla per salvar la seva relació.

## Repartiment
- Joe E. Brown com Ossie Simpson
- Ona Munson com Constance Palmer
- William Collier Jr. com Jack Hackett
- Marjorie White com Penny Packer
- Holmes Herbert com John J. Hackett Sr.
- Margaret Livingston com Mabel Robinson
- Thelma Todd com Gertie Gardner
- Bela Lugosi com Pancho Arango

## Producció
El rodatge va tenir lloc el març de 1931. La pel·lícula es va fer uns mesos després de l'estrena de l'èxit de Lugosi Dràcula .

## Estat de conservació
Es conserva una còpia a la col·lecció de la Biblioteca del Congrés.